# Paris-Fécamp
Paris-Fécamp est une course cycliste française disputée entre Paris et Fécamp (Seine-Maritime).
Réservée aux coureurs amateurs, dix-sept éditions sont organisées de 1979 à 1995.

## Palmarès
| Année     | Vainqueur              | Deuxième           | Troisième            |
| --------- | ---------------------- | ------------------ | -------------------- |
| 1979      | Dominique Revel        | Patrick Laugier    | Michel Vallée        |
| 1980      | Guy Gallopin           | Daniel Leveau      | Pascal Jules         |
| 1981      | Marceau Pilon          | Bernard Stoessel   | Éric Rekkas          |
| 1982      | Thierry Peloso         | Alain Renaud       | Gilles Métriau       |
| 1983      | Pascal Campion         | Jean-Louis Conan   | Thierry Barrault     |
| 1984      | Stéphane Henriet       | Bernard Stoessel   | Alain Ruiz           |
| 1985      | Jean-Louis Conan       | Laurent Guillaume  | Daniel Mahier        |
| 1986      | Hervé Desriac          | Laurent Pillon     | Gérard Aviègne       |
| 1987      | Jean-Louis Conan       | Thierry Legeard    | Antoine Pétrel       |
| 1988      | Jean-François Laffillé | Gilles Carlin      | Bruno Bonnet         |
| 1989      | Christophe Bastianelli | Dominique Chignoli | Jacques Dutailly     |
| 1990      | Laurent Eudeline       | Vincent Comby      | Dominique Chignoli   |
| 1991      | Gilles Talmant         | Sławomir Krawczyk  | Éric Drubay          |
| 1992      | Gilles Talmant         | Pascal Chanteur    | Jean-Pierre Bourgeot |
| 1993      | Michel Lallouët        | Ludovic Auger      | Olivier Senn         |
| 1994      | Frédéric Gabriel       | Stéphane Pétilleau | Holger Sievers (de)  |
| 1995      | Roméo Hernandez        | Pierre Painaud     | Régis Yon            |
| 1996-1997 | annulé                 | annulé             | annulé               |